# Шаленж Ів дю Мануар
Шаленж Ів дю Мануар — турнір з регбі-юніон, який був розіграний у Франції між 1931 та 2003 роками під різними назвами. Вона названа на честь колишнього гравця Ів дю Мануар.

## Історія
Шаленж Ів дю Мануар було офіційно створено 21 вересня 1931 клубом Рейсінг Клаб де Франс за підтримки двох інших клубів, Бодро-Бегль Жиронда (фр. CA Bègles) та АС Монтферрад. У 1931 році дванадцять клубів відокремились і вирішили створити свою власну лігу (UFRA, Union Française du Rugby Amateur) в знак протесту проти насильства і удаваного професіоналізму, в яке і понурилось французьке регбі, що призвело до виключення Франції з Турніру п'яти націй у тому ж році.
Хоча Рейсінг Клаб не був одним з них, і він вирішив залишитися вірним Французькій федерації. Її рада зобов'язалась до повернення грі колишньої «перчинки». В іграх часто обмежувано гравців, а крилові іноді під час цілої гри навіть один раз не змогли торкнутись м'яча. Тому, організатори були зацікавлені змінами та хотіли гарантувати вболівальникам видовищну гру (багату кількість атак, свободу рухів), де рахувалась лише перемога. Введено спеціальні правила, наприклад, заборону роздавати стусани, для того, щоб прискорити темп гри. Конкурсна назва увійшла в історію французького регбі як втілення фр. Le Beau Jeu (красива та чесна гра).
Офіційно, запрошення на матч висилав клуб Рейсінг Клаб де Франс. З них сім команд взяли участь у першому конкурсі. Перші два матчі були зіграні за коловою системою. Після двох матчів розіграно плей-офф, а дві найсильніші команди вийшли у фінал. Шаленж став другим турніром у Франції. Як наслідок, турнір отримав прізвисько Le Du-мануарі і став дуже популярним.
Турнір носить ім'я молодого перспективного французького міжнародного гравця з команди Рейсінг Клаб де Франс, Ів дю Мануар, який загинув в авіакатастрофі в січні 1928 року в віці 23 років. Між 1939 і 1952 роками конкуренція була дуже мала. Під час цього періоду Французька Федерація створила чемпіонат Куп де Франс.
У 1996—1997 роках, Французька Федерація здобула популярність завдяки Trophée Du-Manoir Coupe de France. У 2001 році цей турнір було названо Coupe de la Ligue, а потім перейменовано на Challenge Sud-Radio на час одного року у 2003. Конкуренція була дуже обмежена через нестачу часу, а також через розвиток Європейських Кубків і міжнародних обов'язків для топ-гравців.
Починаючи з 2004 року Шаленж Ів дю Мануар перетворився в молодіжний конкурс для дітей віком до 15 років. Нарбонн виграв його 9 разів (12 разів дійшов до фіналу, 20 до півфіналу). Як це не парадоксально, Рейсінг Клаб де Франс ніколи не став переможцем Шаленж Ів дю Мануар і лише один раз посів друге місце.

## Фінали
| Рік             | Чемпіон              | Результат            | Фіналіст              |
| 1932            | Ажен                 |                      | Ліон                  |
| 1933            | Ліон                 |                      | Ажен                  |
| 1934            | Тулуза Тулон         | 0:0 (нічия)          |                       |
| 1935            | Перпіньян            | 3:3, 6:0             | AС Монтферрад         |
| 1936            | Авірон Байонне       | 9:3                  | Перпіньян             |
| 1937            | Біарріц Олімпік      | 9:3                  | Перпіньян             |
| 1938            | AС Монтферрад        | 23:10                | Перпіньян             |
| 1939            | Сексьйон Палуаз      | 5:0                  | Тулон                 |
| 1952            | Сексьйон Палуаз      |                      | Рейсінг Клаб де Франс |
| 1953            | Лурд                 | 8:0                  | Сексьйон Палуаз       |
| 1954            | Лурд                 | 28:12                | Тулон                 |
| 1955            | Перпіньян            | 22:11                | Мазамет               |
| 1956            | Лурд                 | 3:0                  | Перпіньян             |
| 1957            | Дакс                 | 6:6 (нічия)          | АС Монтферрад         |
| 1958            | Мазамет              | 3:0                  | Стад Монтуа           |
| 1959            | Дакс                 | 12:8                 | Сексьйон Палуаз       |
| 1960            | Стад Монтуа          | 9:9 (більше спроб)   | Безьє Еро             |
| 1961            | Стад Монтуа          | 17:8                 | Безьє Еро             |
| 1962            | Стад Монтуа          | 14:9                 | Сексьйон Палуаз       |
| 1963            | Ажен                 | 11:0                 | Брів                  |
| 1964            | Безьє Еро            | 6:3                  | Сексьйон Палуаз       |
| 1965            | Коньяк               | 5:3                  | Перпіньян             |
| 1966            | Лурд                 | 16:6                 | Стад Монтуа           |
| 1967            | Лурд                 | 9:3                  | Нарбонн               |
| 1968            | Нарбонн              | 14:6                 | Дакс                  |
| 1969            | Дакс                 | 24:12                | Гренобль              |
| 1970            | Тулон                | 25:22                | Ажен                  |
| 1971            | Дакс                 | 18:8                 | Тулуза                |
| 1972            | Безьє Еро            | 27:6                 | АС Монтферрад         |
| 1973            | Нарбонн              | 13:6                 | Безьє Еро             |
| 1974            | Нарбонн              | 19:10                | Брів                  |
| 1975            | Безьє Еро            | 16:12                | Ажен                  |
| 1976            | АС Монтферрад        | 40:12                | Грольет               |
| 1977            | Безьє Еро            | 19:18                | Лурд                  |
| 1978            | Нарбонн              | 19:19 (більше спроб) | Безьє Еро             |
| 1979            | Нарбонн              | 9:7                  | АС Монтферрад         |
| 1980            | Авірон Байонне       | 16:10                | Безьє Еро             |
| 1981            | Лурд                 | 25:13                | Безьє                 |
| 1982            | Дакс                 | 22:19                | Нарбонн               |
| 1983            | Ажен                 | 29:7                 | Тулон                 |
| 1984            | Нарбонн              | 17:13                | Тулуза                |
| 1985            | РК Найс              | 21:16                | АС Монтферрад         |
| 1986            | АС Монтферрад        | 22:15                | Гренобль              |
| 1987            | Гренобль             | 26:7                 | Ажен                  |
| 1988            | Тулуза               | 15:13                | Дакс                  |
| 1989            | Нарбонн              | 18:12                | Біарріц Олімпік       |
| 1990            | Нарбонн              | 24:19                | Гренобль              |
| 1991            | Нарбонн              | 24:19                | Бордо-Бегль Жиронда   |
| 1992            | Ажен                 | 23:18                | Нарбонн               |
| 1993            | Тулуза               | 13:8                 | Кастр                 |
| 1994            | Перпіньян            | 18:3                 | АС Монтферрад         |
| 1995            | Тулуза               | 41:20                | Бордо-Бегль Жиронда   |
| 1996            | Брів                 | 12:6                 | Сексьйон Палуаз       |
| 1997            | Сексьйон Палуаз      | 13:11                | Буржен Жальєв         |
| 1998            | Тулуза               | 22:15                | Стад Франсе Парі      |
| 1999            | Стад Франсе Парі     | 27:19                | Буржен Жальєв         |
| 2000            | Біарріц Олімпік      | 24:13                | Брів                  |
| 2001            | АС Монтферрад        | 34:24                | Аух                   |
| 2002            | Атлантик Стад Рошель | 23:19                | Біарріц Олімпік       |
| 2003 (March)    | Атлантик Стад Рошель | 22:20                | Буржен Жальєв         |
| 2003 (November) | Кастр                | 27:26                | Буржен Жальєв         |

## Переможці
Кількість програних фіналів вказана в дужках.
- Нарбонн: 9 (3)
- Лурд: 6 (1)
- Тулуза: 5 (2)
- Дакс: 5 (2)
- Безьє Еро: 4 (6)
- Ажен: 4 (4)
- АС Монтферрад (теперішня назва АСМ Клермон Овернь): 3 (6)
- Сексьйон Палуаз: 3 (5)
- Перпіньян: 3 (5)
- Стад Монтуа: 3 (1)
- Тулон: 2 (3)
- Біарріц Олімпік: 2 (2)
- Авірон Байонне: 2
- Атлантик Стад Рошель: 2
- Брів: 1 (4)
- Гренобль: 1 (3)
- Кастр: 1 (1)
- Ліон: 1 (1)
- Мазамет: 1 (1)
- Стад Франсе Парі: 1 (1)
- Коньяк: 1
- РК Найс: 1
- Буржен Жальєв 0 (4)
- Бордо-Бегль Жиронда 0 (2)
- Аух: 0 (1)
- Грольет: 0 (1)
- Рейсінг Клаб де Франс (теперішня назва Рейсінг 92): 0 (1)

## Відео
- Фінал 1967 на YouTube: Лурд — Нарбонн
- Фінал 1968 на YouTube: Нарбонн — Дакс
- Фінал 1973 на YouTube: Нарбонн — Безьє Еро
- Фінал 1974 на YouTube: Нарбонн — Брів
- Фінал 1978 на YouTube: Нарбонн — Безьє Еро
- Фінал 1979 на YouTube: Нарбонн — Монтферрад
- Фінал 1982 на YouTube: Дакс — Нарбонн
- Фінал 1984 на YouTube: Нарбонн — Тулуза
- Фінал 1989 на YouTube: Нарбонн — Біарріц
- Фінал 1990 на YouTube: Нарбонн — Гренобль
- Фінал 1991 на YouTube: Нарбонн — Бордо-Бегль
- Фінал 1992 на YouTube: Ажен — Нарбонн